# Girelė (Jonava)

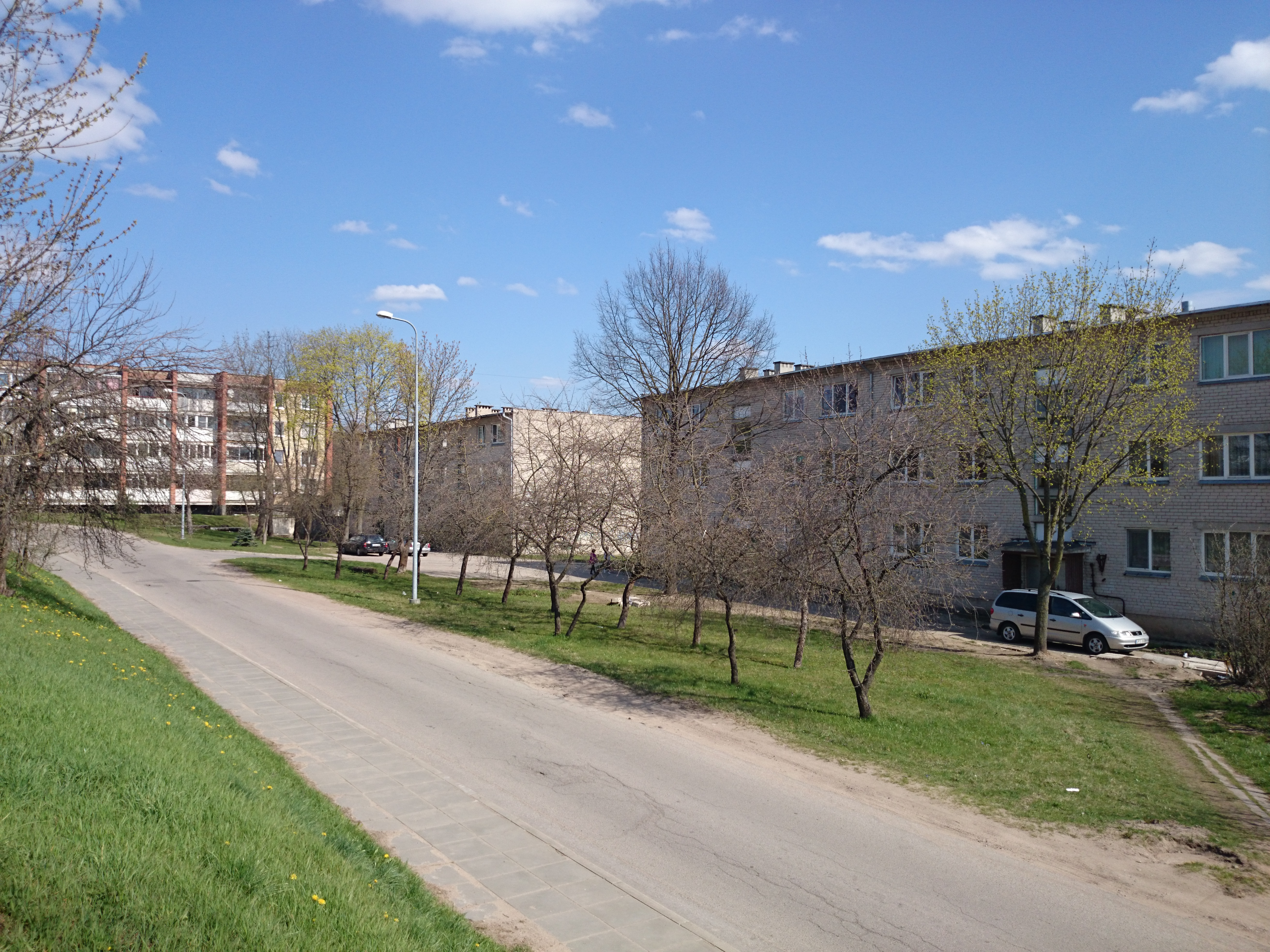
Einfahrt

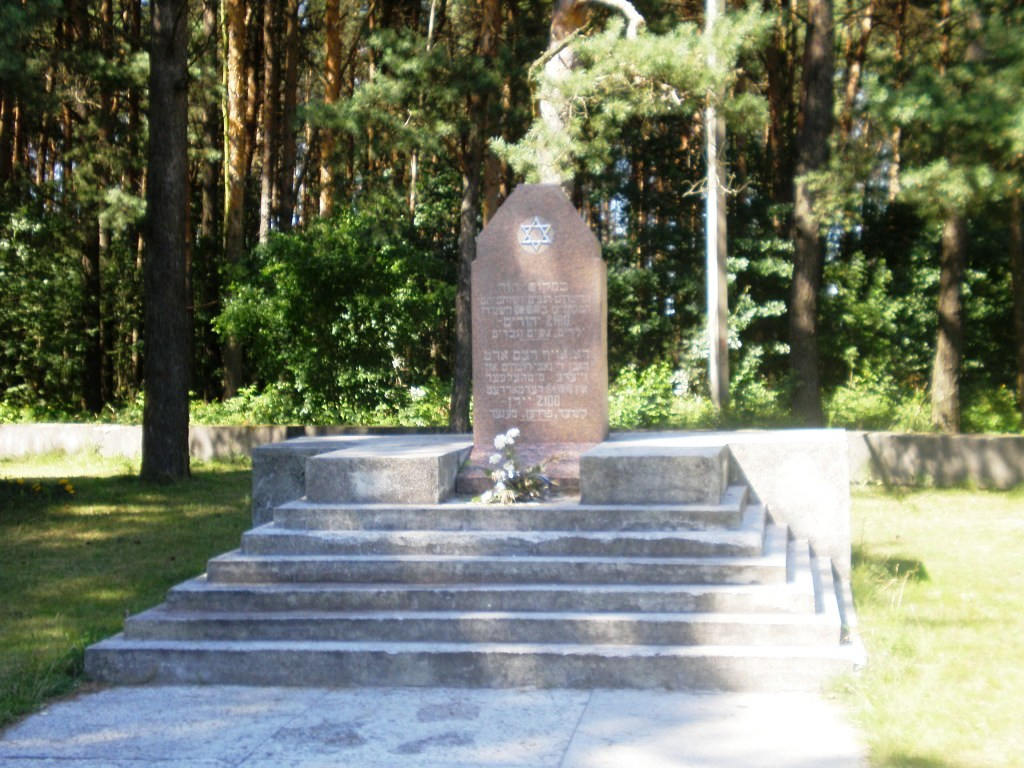
Denkmal an Juden Jonavas in Girelka

Girelė (dt. 'Förstchen', von giria, 'Forst') ist der nordöstliche Stadtteil der litauischen Stadt Jonava im Bezirk Kaunas. Die besiedelte Wohngegend befindet sich beiderseits der Girelės-Straße, am Wald Girelka, zwischen Baldininkai und der Siedlung des Forstamts Jonava. Hier befindet sich die Abteilung des Energieversorgers AB „LESTO“, Garagengemeinschaft „Girelė“.

## Memorial
Im August 1941 wurden 552 Juden unweit von Girelė erschossen. Am Genozidort steht jetzt ein Denkmal.

## Schulpark
2017 wurde der Park der Lietavos-Hauptschule Jonava, die sich im Nachbar-Stadtteil Baldininkai befindet, errichtet und 2019 erneuert.